# BBC TV Europe
A BBC TV Europe a BBC előfizetős tévécsatornája volt 1987-től, ami Európában sugárzott. Kábelen és műholdon volt elérhető.
A csatornán egyszerre voltak megtalálhatóak a BBC One és Two műsorai, valamint a Six O'Clock News (Hat órai hírek), és a londoni regionális híradó. Amikor jogi okok miatt nem jelenhetett meg egy műsor a BBC One-ról, akkor egy BBC Two-s jelenik meg.
Végül átnevezték BBC World Service Televisionra, hogy kiterjeszthessék globális szintre. Ez vált ketté a BBC Worldre és a BBC Prime-ra.

## Fordítás
- Ez a szócikk részben vagy egészben  a   BBC TV Europe című angol Wikipédia-szócikk fordításán alapul.  Az eredeti cikk szerkesztőit annak laptörténete sorolja fel. Ez a jelzés csupán a megfogalmazás eredetét és a szerzői jogokat jelzi, nem szolgál a cikkben szereplő információk forrásmegjelöléseként.